# コウ (霊獣)
犼（こう）は、中国に伝わる霊獣あるいは妖怪。金毛犼、金毛吼（きんもうこう）、青毛犼（せいもうこう）とも。
一般的には狗（いぬ）あるいは獅（しし）のような姿（日本でいうところの唐獅子や狛犬）の霊獣として描かれ、人を食べると言われている。明の時代に書かれている『偃曝与談』には、形は兔のようで両耳は長く、その尿をあびると血肉は腐りただれるといい、虎や獅子もこれを恐れるとある。
一方、清の時代に編まれた『続子不語』では神通力があり口から火を吐くとされており、獅子や象とならんで仏の乗り物である記されている。また僵尸が変じた魃（旱魃）がさらに変じたものであるとも説かれている。

## 古典小説における犼
神仏の乗り物であると考えられた点から、その性質をもった犼が描かれることが多い。主に観世音菩薩がこれに乗るとされており、物語に登場する際も観音と関連する存在が乗っていたりする。
『西遊記』
観音菩薩の乗る金毛犼（金毛吼）が化けた賽太歳として登場している（第71回）。中野美代子は犼（こう）について「犬の一種」と注記している。版本の挿絵などで犼のときのすがたは、唐獅子のようなかたちで描かれており、四本の脚の下には蓮の花を踏まえている。
『封神演義』
金毛犼が正体である截教の仙人・金光仙が登場する。最後は慈航道人の乗り物となる。